# 乾燥
乾燥（かんそう）とは、熱を加えるなどして、目的のものから水分を除去し、乾いた状態にすること、乾いた状態になっていることを指す。一般的には、水分を気化させ、液状の水分をなくすか少なくすることを指すが、空気中の湿度が低い場合にも乾燥という言葉を使う。
乾燥剤（かんそうざい）は空気中から水蒸気を吸収する物質である。乾燥剤は一般的に湿度により品質が劣化したり壊れたりする製品に用いて湿気を取り除く為に通常使用される。シリカゲルや分子篩などが一般に乾燥剤として使用される。油性塗料等では、水分の除去ではなく酸化重合反応を促すため、乾燥促進剤として金属石鹸などが用いられることがある。

## 機構
水は多くの物質と親和性が高く、密閉容器中に置かれた物体では水蒸気の蒸散と空気からの凝縮とが平衡状態を形成している。乾燥とは、この水蒸気の平衡状態を物体側から周囲の媒質側（一般には空気）に偏らせることといえる。その為には大きく分けて 2 つの要因を制御することになる。
- 1 つは物体の温度を上昇させることにより水蒸気の発散量を増やし、凝縮し難くすることで乾燥が進行する。
- もう 1 つは物体周囲の媒質中の水蒸気を除去することで水蒸気の発散が優位になり乾燥が進行する。

これらを日常生活での乾燥についての経験則と照らし合わせると、前者は気温が高いほど早く進行し、後者は送風すると早く進行することに相当する。
この 2 つの要因は同時に作用させる場合も多い。例えば、燻製による乾物の製造の場合は、燻煙は熱を供給するとともに蒸散した水蒸気を対流により運び去っている。あるいは赤外線を当てて乾燥させたり、凍結乾燥する例では一方の要因だけで乾燥させる方法である。

### 乾燥特性
乾燥はその状態を3種類に変化させながら進行する。
1. 材料予熱期間
初期状態から、乾燥条件によって決まる平衡状態に達するまでの期間。
2. 定率乾燥期間
平衡に達したあと、外部から受けた熱がすべて水分蒸発のみに費やされる期間。乾燥させる物体の表面に充分な自由水が存在し、物体温度は表面から物体中心まで湿球温度に等しくなる（伝導や放射による影響がない場合）。含水率の減少速度は物体の含水率によらず一定であり、含水率は直線的に減少する。
3. 減率乾燥期間
含水率が限界含水率を下回り、物体内部からの自由水の補給が蒸発速度に追いつかなくなるために蒸発が物体内部で起こるようになる期間。物体温度は上昇、含水率の減少速度は徐々に低くなり、含水率は充分な時間経過後に平衡含水率まで下がる。粘土や陶器など、オスモティック水を持つ材料ではさらに2つの段階に分かれることがある。

## 事例

### 科学
科学分野、特に化学実験ではデシケーターと呼ばれるガラス製の円筒型容器を、少量の物体を乾ききった状態に導き保存するために使用する。乾燥用試薬や乾燥剤を下部に置いた上に棚を設けて、そこに乾燥する物体を置く。
代表的な乾燥剤に使用される試薬を次に示す。
- 化学的乾燥剤 - 化学物質の固有の性質（化学反応・潮解）を利用
  - 生石灰 - 酸性物質の乾燥には向かない
  - 塩化カルシウム - アルコール・フェノール・アンモニアなどの乾燥には向かない
  - 十酸化四リン[3] - ケトン・塩化水素・塩基性物質の乾燥には向かない
  - 濃硫酸 - 含窒素有機化合物・塩基性物質の乾燥には向かない
  - 水酸化ナトリウム・水酸化カリウム - 酸性物質・アルデヒドなどの乾燥には向かない
  - 金属ナトリウム - アルコール・アルデヒドの乾燥には向かない
  - 硫酸ナトリウム無水塩
  - 硫酸銅(II)無水塩 - アルコールの乾燥には向かない
  - 過塩素酸マグネシウム - 空気・不活性ガスの乾燥
- 物理的乾燥剤 - 多孔質表面が水分子が吸着しやすい性質を利用
  - シリカゲル - アンモニアの乾燥には向かない（吸着される）
  - 酸化アルミニウム
  - モレキュラーシーブ
  - アロフェン
  - ゼオライト

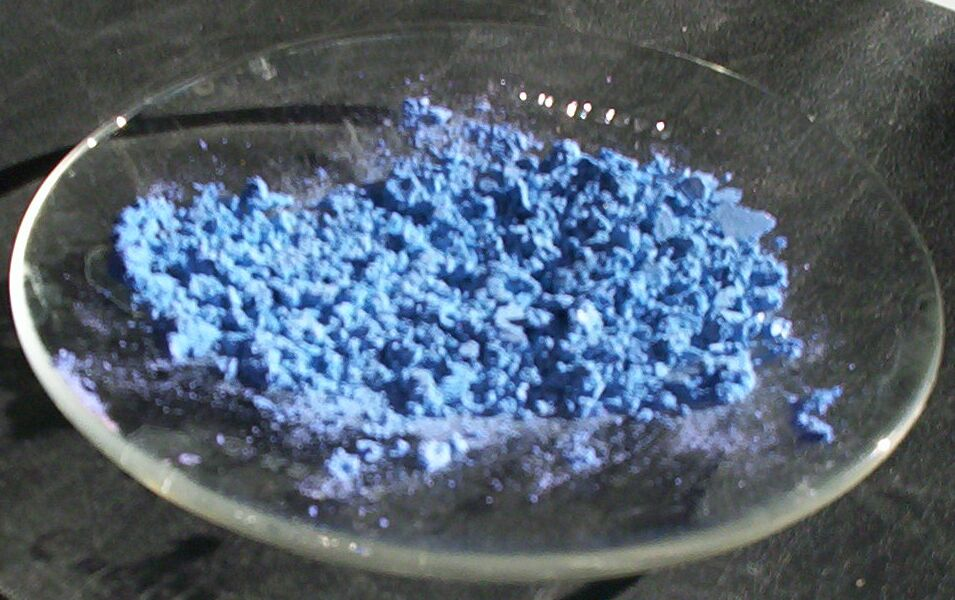
無水塩化コバルトの粉末は青い

多くの場合、乾燥度を図る指標がデシケーター内に置かれ、乾燥度合いが色の変化などで示される。この指標は毛髪式やセンサー式湿度計であったり、乾燥剤を造粒するさいに指標物質をコーティングして製造した乾燥剤が利用される場合も多い。この指標は化学物質としては塩化コバルト（CoCl2）である。無水の塩化コバルトは青色で、二水和物（CoCl2•2H2O）となると紫色、そして六水和物（CoCl2•6H2O）となると桃色となる。
また、化学では液体あるいは有機溶液の乾燥が必要になる場合も多く、乾燥剤を液中に沈めて乾燥させたり、乾燥状態を維持させる。

#### 乾燥剤の性能
乾燥剤の性能は以下の3要因で決まる。
- 吸湿容量 - 吸湿できる水の質量を表す。乾燥剤の表面積などが等しければ、乾燥剤の質量に比例する。
- 吸湿力 - 乾燥剤を作用させた後に残る水分の量で表す。空気1L中に含まれる水の質量 (mg) で示すことが多い。
- 吸湿速度 - 乾燥剤の表面積などが等しい場合、空気に含まれる水の質量に比例する。

以下に主な乾燥剤の吸湿力を示す。液体空気が最も優れ、化学的乾燥剤では十酸化四リンが際立つ。濃硫酸は塩化カルシウムの50倍の吸湿力を示す。
- 液体空気 - 1.6×10−23
- 十酸化四リン[3] - 2×10−5
- 酸化アルミニウム - 1×10−3
- 濃硫酸 - 3×10−3
- シリカゲル - 6×10−3
- 塩化カルシウム - 1.4×10−1

### 放送
放送工学の分野では、デシケーターは高出力の放送局で電波の配送ケーブルを与圧する方法である。送信機からアンテナの間は大電力を配送するので、配送ケーブルは良質な誘電体でなくてはならない。配送ケーブルは電波塔に負荷を与えないようにするので軽量でなくてはならず、誘電体として空気が使用されることが多い。湿気はケーブルに容量性を帯びさせるので、乾燥した空気や窒素ガスがケーブルに供給され加圧される。この圧力がケーブルの至るところで水や他の埃などが集まるのを阻止する。

### 工業
陶器、木材などの大きな成型材料のほか、粉粒状、泥状、糊状、液状材料の水分除去に幅広く用いられる。具体例としては、粉状洗剤の精製やコーンフレークの焼き上げなどがある。工業的な乾燥装置には以下のものがある。
対流伝熱乾燥
熱風などを材料に接触させる。熱風を通した垂直管に粉体を散布させる気流乾燥機、気流中に液体を噴霧する噴霧乾燥機など。
伝導伝熱乾燥
装置内の内壁や羽根などを加熱し材料に接触させる。横に倒したドラムを回転させる回転乾燥機、流体及び粉体を横に倒したドラムに入れ、熱した攪拌装置で伝熱する攪拌乾燥機など。
放射伝熱乾燥
赤外線などを材料に照射して加熱する。太陽光による天日乾燥など。
その他の方式
凍結乾燥、真空乾燥、マイクロ波乾燥など

### 気象
一般に大気の乾燥は気温の氷点以下への低下と大気循環の圧力変化によりもたらされる。前者は降雪や霜などにより空気中の水分が地表面に捕捉される事で発生する。後者は大気が上昇する際に大気温が低下し、雲などが形成されて結果として乾燥する。特に冬季の中緯度～高緯度帯地方は地表面気温の低下と対流圏上層の乾燥した大気が高緯度高圧帯から広範囲に吹き降ろすので、大気は乾燥する傾向を示す。また、冬季以外にもフェーン現象の発生で大気の乾燥が発生する場合もある。

### 他の用途
乾燥したココナッツはパリパリに乾いているので、その果肉は細い細切れになり、料理のデザートとして利用される。また、食料保存法としても利用される（乾物）。そのために乾物のパッケージには湿気を透過しない金属缶やプラスチック袋が使用され、内部には乾燥剤を包んだ紙等の小袋が封入されることが多い。なお、包装用の乾燥剤には、シリカゲルのほか、アドソール（酸性白土、シリカアルミナゲル）、クレー、生石灰などが用いられる。
エア・コンディショナーで室温を管理する場合は、空気を冷却する際に結露したり、加温により相対湿度が低下する等の原因で室内が乾燥する。それ故、適度な乾燥度合いの空気は加湿器を使って調整される。
昔の乗用車など、金属製の燃料タンクの燃料供給系に溜まった水分を除去するため、イソプロピルアルコールの水抜き剤を添加して燃料の水分含有能力を引き上げて、燃料系から運び去る方法が使われる。最近では燃料中の水分を微粒子化し、燃やしきるポリエーテル系の水抜き剤も用いられている。